# (111253) 2001 XU10
(111253) 2001 XU10, ранее 2001 XU10 — астероид на вытянутой орбите, околоземный и потенциально опасный объект группы аполлонов. Достигает 3 км в диаметре. Открыт 9 декабря 2001 года в рамках программы 
LINEAR наблюдателями в Лаборатории Линкольна в Нью-Мексико, США. Является одним из крупнейших потенциально опасных астероидов.

## Орбита и классификация
2001 XU10 вращается вокруг Солнца на расстоянии 0,98–2,52 а. e. с периодом 2 года 4 месяца (848 дней; большая полуось орбиты равна 1,75 а.е.).  Эксцентриситет орбиты равен 0,44 при наклонении 42° относительно эклиптики. Дуга наблюдения начинается до официального открытия, со снимка Sloan Digital Sky Survey в феврале 2000 года.
2001 XU10 является представителем группы аполлонов, крупнейшей подгруппы околоземных астероидов, пересекающих орбиту Земли. Также пересекает орбиту Марса в точке на расстоянии 1,66 а.е. от Солнца.

### Тесные сближения
При абсолютной звёздной величине 15,2 2001 XU10 является одним из наиболее ярких и крупных среди известных потенциально опасных астероидов. Минимальное расстояние пересечения орбиты Земли составляет 0,0293 a.e., что в 11,4 больше радиуса лунной орбиты. 29 июля 2054 года астероид испытает наиболее тесное в XXI веке сближение с Землёй на расстоянии 0,079 а.е. (31,1 радиуса лунной орбиты).

## Физические характеристики
Согласно обзору, проведённому в рамках проекта NEOWISE телескопа WISE 2001 XU10 обладает диаметром 3,006 км при альбедо поверхности 0,178.
По состоянию на 2018 год не было получено вращательных кривых блеска 2001 XU10 по фотометрическим наблюдениям. Период обращения, положение оси вращения и форма остаются неизвестными. Также не был определён спектральный класса астероида.

## Номер и название
Астероиду был присвоен номер Центром малых планет 19 октября 2005 года. По состоянию на начало 2019 года астероид не получил собственного названия.